# Hackney Empire
Le Hackney Empire est un théâtre sur Mare Street, dans le Borough londonien de Hackney, construit en 1901 comme music-hall.

## Histoire
Hackney Empire est un bâtiment classé de grade II *. Le théâtre a été construit comme un music-hall en 1901, conçu par l'architecte Frank Matcham.
Charlie Chaplin, W.C. Fields, Stanley Holloway, Stan Laurel, Marie Lloyd et Julie Andrews se sont tous produits là-bas, alors que le Hackney Empire était un music-hall.
ATV a acheté le théâtre pour en faire des studios au milieu des années 1950 et des spectacles tels que Take Your Pick et Oh, Boy!  qui ont été diffusés en direct. Certains épisodes d'Opportunity Knocks ont également été tournés au théâtre, tout comme certaines scènes de Emergency - Ward 10. De 1963 à 1984, le théâtre a été utilisé par l'organisation Mecca comme salle de bingo.
En 1984, Mecca trouva le bâtiment trop cher à entretenir comme salle de bingo et il fut offert à CAST, une troupe de théâtre satirique, dirigée par Claire et Roland Muldoon, comme base londonienne. Ils ont également organisé des soirées de variétés à succès avec une nouvelle génération de comédiens alternatifs, tels que Ben Elton, Dawn French et Jennifer Saunders.
Le théâtre a été menacé de démolition, et en 1986, l'acteur-directeur Roland Muldoon a lancé une campagne pour acquérir la pleine propriété et pour rouvrir l'Empire de Hackney comme espace de représentation permanent; permettant au théâtre de revenir à un usage théâtral pour son 85e anniversaire.
Ralph Fiennes a joué Hamlet et Gertrude de Francesca Annis dans la production de Hamlet par la Almeida Theatre Company de Jonathan Kent, en 1995 ; la production a également été transférée au Belasco Theatre de New York. En 1996, le mime / chorégraphe Lindsay Kemp y créa Variété', sa première production britannique en plus de 20 ans, et Slava's Snowshow, mettant en vedette le célèbre clown russe Slava Polunin, joua plusieurs fois au théâtre.
Le 24 septembre 2009, il a été annoncé que le théâtre fermerait temporairement après sa pantomime de 2009 pour permettre une «période de réflexion» afin de réfléchir à son orientation future et à sa situation financière .

## Stand-up comedy
Hackney Empire était un centre de premier plan dans le boom de la comédie alternative des années 1980 - Frankie Boyle, Jack Whitehall, Jo Brand, Russell Brand, John Cleese, Jackie Clune, Greg Davies, Felix Dexter, Ben Elton, Harry Enfield, Craig Ferguson, Dawn French, Jeremy Hardy, Lenny Henry, Bill Hicks, Harry Hill, Mark Linn-Baker, Martha Lewis et Eve Polycarpo, Paul Merton, Jennifer Saunders, Arthur Smith, Mark Steel et Tim Vine ne sont que quelques-uns des comédiens qui s'y sont produits.

## Actuellement

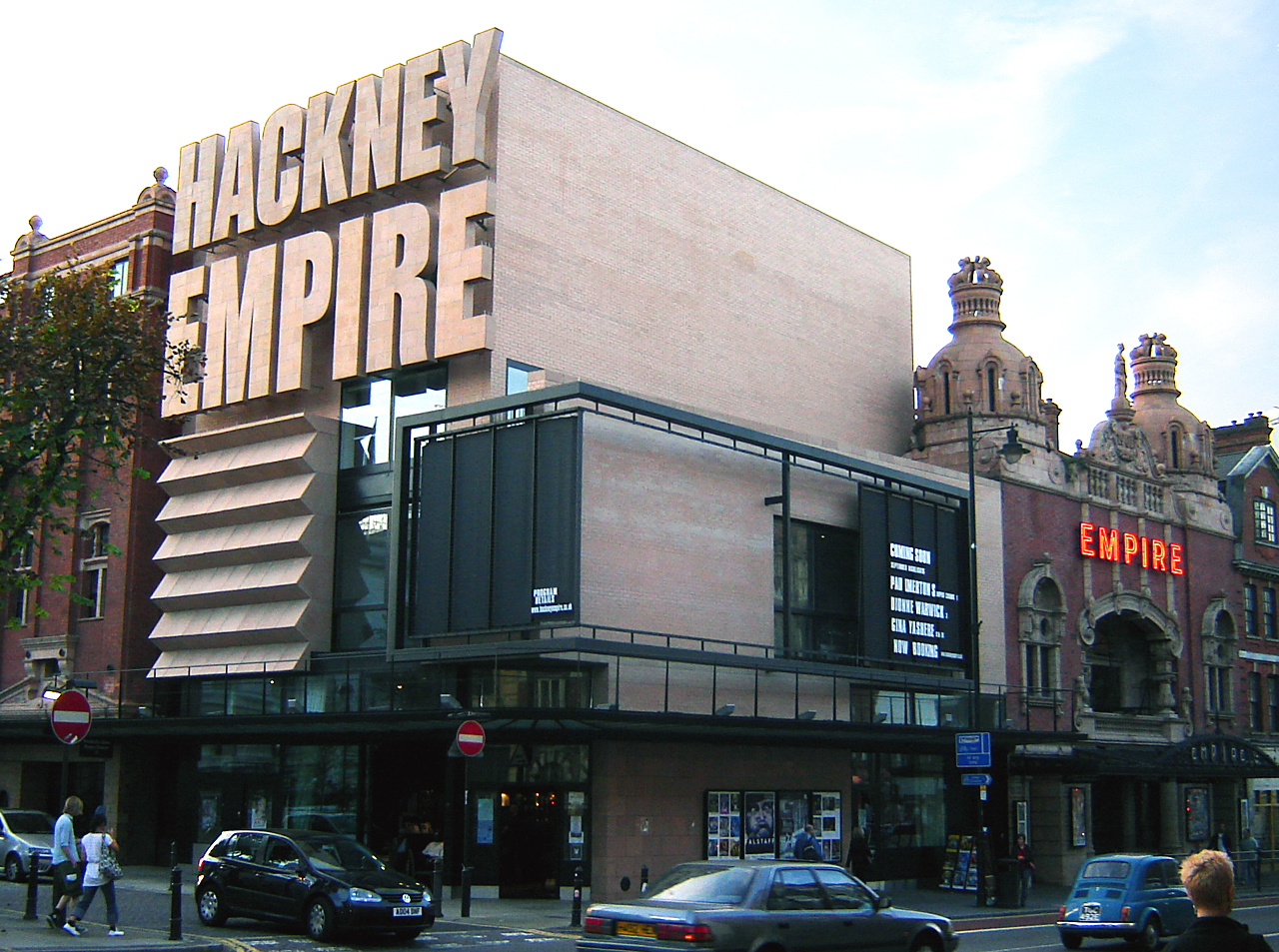
Le Hackney Empire rénové, construit en 1901, conserve sa structure d'origine, mais ajoute des installations modernes (septembre 2005)

En 2001, l'Empire a fermé avec un projet de rénovation de 17 millions de livres sterling conçu par Tim Ronalds Architects avec Carr et Angier agissant en tant que consultants en théâtre . Il a été rouvert en 2004. La restauration comprenait l'ajout d'une fosse d'orchestre de 60 places pour rendre l'Empire adapté aux représentations d'opéra par des compagnies telles que English Touring Opera, un studio de théâtre et des installations éducatives et d'accueil, ainsi que des vestiaires grandement améliorés.
De plus, le pub Marie Lloyd a été intégré à la nouvelle extension. En plus de Muldoon, le comédien Griff Rhys Jones a dirigé l'appel à la restauration, avec un don important provenant de l'homme d'affaires local Alan Sugar. Le John Bishop Show a été présenté et enregistré au Hackney Empire et diffusé sur la BBC One du 30 mai 2015 au 18 juillet 2015 . Depuis 2014, les British Soap Awards sont également tournés au Hackney Empire.

## Patrons
- Harold Pinter (décédé en 2008)
- Griff Rhys Jones
- Alan Sugar